# Without Regret
Without Regret è l'album di debutto della cantante statunitense Kimberly Caldwell, pubblicato nel 2011.

## Tracce
1. Desperate Girls & Stupid Boys
2. Heart Like Mine
3. Naked
4. Hotter Without You
5. Say Love
6. Mess of You
7. If You're Gonna Fall
8. Taking Back My Life
9. Going Going Gone
10. Frozen
11. Human After All